# Dicranosepsis cavernosa
Dicranosepsis cavernosa är en tvåvingeart som beskrevs av Iwasa 1999. Dicranosepsis cavernosa ingår i släktet Dicranosepsis och familjen svängflugor.
Artens utbredningsområde är Sulawesi. Inga underarter finns listade i Catalogue of Life.